# Anura Bandaranaike
Anura Priyadarshi Solomon Dias Bandaranaike (syng. අනුර බණ්ඩාරනායක, ur. 15 lutego 1949 w Kolombo, zm. 16 marca 2008 w Kolombo) – polityk Sri Lanki, od sierpnia do listopada 2005 minister spraw zagranicznych.
Pochodził z rodziny polityków – oboje rodzice, Solomon i Sirimavo Bandaranaike kierowali rządem, a siostra Chandrika Kumaratunga pełni funkcję prezydenta kraju. Zasiadał w parlamencie od 1977, w latach 1983–1988 był przywódcą opozycji. W 1993 został ministrem edukacji (do 1994). W latach 2000–2001 zajmował stanowisko przewodniczącego parlamentu. Po zwycięstwie wyborczym Partii Wolności Sri Lanki w 2004 objął tekę ministra przemysłu, inwestycji i turystyki. Po zabójstwie Lakshmana Kadirgamara w sierpniu 2005 został powołany przez siostrę na stanowisko ministra spraw zagranicznych (zachował także tekę ministra turystyki). W rządzie Ratnasiri Wickremanayake (od listopada 2005) ponownie został ministrem turystyki. W styczniu 2007 przeszedł na stanowisko ministra dziedzictwa narodowego, które pełnił do grudnia tegoż roku (z krótką przerwą w lutym). W grudniu 2007 ostatecznie opuścił rząd premiera Wickremanayake. Zmarł w marcu 2008.